# 拉布安 (明尼蘇達州)
拉布安（英語：Raboin）是位於美國明尼蘇達州卡斯縣威爾金森鎮區的一個非建制地區。

## 地理
拉布安所處的海拔為高於海平面401米（即1316英呎），而該地所採用的時區為UTC-6，即北美中部時區（CST）。同時該地設有夏令時間，為UTC-6調快一小時，即UTC-5（CDT）。